# 大西羅戈濟河
大西羅戈濟河（烏克蘭語：Великі Сірогози），是烏克蘭的河流，位於該國南部，發源自佩爾紹波克羅夫卡，流經赫爾松州，河道全長65公里，流域面積1,200平方公里。